# Rudolf Geser
Rudolf Geser (ur. 1951 w Neustadt) – podróżnik, autor przewodników
Z zamiłowaniem podróżuje po Alpach na rowerze, motocyklu lub samochodem. Od 1985 r. publikuje liczne przewodniki i albumy na temat kolarstwa alpejskiego oraz tras motocyklowych i samochodowych w tych największych górach Europy.

## Wybrane publikacje
- Rowerem przez Alpy, t. I, (niem. 100 Alpenpässe mit dem Rennrad) Wydawnictwo Sklep Podróżnika, 2013, wyd.I, ISBN 978-83-7136-101-2
- Rowerem przez Alpy, t. II, (niem. 100 Alpenpässe mit dem Rennrad) Wydawnictwo Sklep Podróżnika, 2014, wyd.I, ISBN 978-83-7136-105-0